# Гібралтар 1
Гібралтар 1 (англ. Gibraltar 1) — назва черепа неандертальця, також відомо як гібралтарський череп. Його знайшли в Гібралтарі і показаний для гібралтарської наукової спільноти її секретарем, лейтенантом Едмундом Генрі Рене Флінтом 3 березня 1848 року. Ця знахідка передує відкриттю Неандертальця 1.

## В історії 19-ого століття
Знайдена більш ніж 10 років перед публікацією Чарльза Дарвіна Походження видів і вісім років до відкриття Neanderthal 1, значимість знахідки не була миттєво зрозумілою і лежала забута протягом багатьох років в одній з бібліотек Гібралтару.
Після публікації «Походження видів», спалахнув новий інтерес до людських решток, що спричинило перевідкриття черепу у 1864 році. Дарвін разом з Томасом Гакслі провівши огляд, зробили висновок щодо приналежності черепа до вимерлого людського роду.
Зараз оригінал виставлений на показ у Лондонському музеї природознавства.